# De l'Esprit géométrique et de l'Art de persuader
De l’Esprit géométrique et de l’art de persuader est un opuscule composé par Pascal vers 1658. Il devait être la préface à un essai sur les éléments de géométrie, destiné aux Petites écoles de Port-Royal, mais ce traité fut finalement rédigé par Arnauld neuf ans plus tard.
Quoique très bref, ce texte condense plusieurs thèmes chers à Pascal et qu’il développe parallèlement dans ses autres œuvres, parmi lesquels la double infinité et les limites de la science humaine (Pensées), mais aussi, plus formellement, l’exigence de clarté et de probité sans laquelle il n’y a pas de progrès (Les Provinciales, Préface pour le traité du vide). De l’Esprit géométrique est d'un point de vue précis une apologie des mathématiques, érigées en modèle pour la conduite de l’esprit ; mais c’est encore un des textes où Pascal donne le plus clairement à voir les raisons de sa conversion à un christianisme rigoureux, puisqu’il montre comment le cœur supplante la raison dans l’ordre de l’inconcevable.
Les deux sections que laisse deviner le titre correspondent aux deux tâches qu’il faut accomplir pour démontrer la vérité : prouver chaque proposition en particulier (ce qu’expose L’esprit de géométrie) et disposer toutes les propositions dans le meilleur ordre (ce qui est l’objet de L’art de persuader). Mais l’ordre réel est finalement plus lâche, et laisse place à des réflexions moins géométriques que métaphysiques, ce par quoi l’on pressent, à raison, que L’Esprit géométrique s’inscrit plus largement dans la démarche apologétique de Pascal.

## Concepts majeurs
- Esprit de géométrie : C’est l’esprit apte à apercevoir les principes que fournit la lumière naturelle, et à construire des raisonnements à partir d’eux. Un fragment des Pensées[3] montre néanmoins l’insuffisance et la grossièreté de cette qualité quand il s’agit de raisonner sur des objets communs (et non mathématiques), dont les principes, moins évidents, ne peuvent être formalisés.
- Définition de nom / définition de chose : Les définitions nominales ne sont « que les seules impositions de noms aux choses qu’on a clairement désignées en termes parfaitement connus[4] ». Libres et muettes quant à l’essence des choses désignées, elles se contentent de définir un certain découpage de la réalité : ainsi, par nombre pair j’entends l’ensemble des nombres divisibles par deux ; par là je simplifie mon discours en l’abrégeant. Par opposition, les définitions réelles prétendent dire l’essence des choses ; Pascal rejette ces tentatives, arguant que cette essence est connue mais ineffable, parce qu’elle est connaissance du cœur et non de la raison.
- Lumière naturelle : C’est l’ensemble des principes clairs par eux-mêmes, que la nature a mis en l’homme. Le nombre, l’espace, le temps, le mouvement, l’égalité font partie de ces principes qu’aucune définition ne saurait éclaircir. L’homme n’a pas de définition à donner de ces termes, mais tous s’entendent sur la réalité que désignent ces termes.
- Conception / admiration : Ces deux attitudes humaines face au savoir ne sont pas réductibles. Là où Descartes[5] et Spinoza[6] cherchent à détruire toute l’admiration, Pascal marque une rupture fondamentale entre deux ordres de connaissances, dont la pratique de la géométrie invite à prendre conscience. L’admiration est la soumission de la raison face à ce qu’elle ne peut comprendre, doublée d’un respect religieux pour Dieu et sa création prise dans son ensemble en tant qu’ils dépassent la portée de l’homme.
- Double infinité : Statut du temps, de l’espace, du nombre et du mouvement, qui sont chacun pris entre les deux infinis, étant quelle que soit leur grandeur toujours infiniment éloignés des extrêmes. La réponse mathématique au problème de la divisibilité infinie de l’espace amène à prendre en compte la place de l’homme (et de toute la création) dans cette double infinité, ce qui doit lui ôter toute présomption en lui dévoilant son statut de créature contingente qui n’a d’autre appui que la foi.

## Structure de l’œuvre
Pascal se propose de traiter non de la découverte de la vérité, mais de sa démonstration, par laquelle on peut la discerner d’avec le faux. C’est tout l’art de la géométrie, dont la rigueur des démonstrations doit servir de modèle pour la conduite de l’esprit ; mais cette méthode, elle la donne à voir dans chacune de ses démonstrations sans l’expliciter, et c’est à cette explicitation que se livre Pascal.

### SECTION I: De la méthode des démonstrations géométriques, c’est-à-dire méthodiques et parfaites

#### Science parfaite, géométrie et discours équivoques
Contrairement aux autres sciences, qui souffrent de la confusion, la géométrie « seule sait les véritables règles du raisonnement », et donne donc l’avantage, ainsi qu’une « vigueur toute nouvelle » à l’esprit qui suit sa démarche.
Pascal commence par définir une science parfaite, idéale et inaccessible, pour montrer que la géométrie s’en rapproche autant que le peut une science humaine. Cette science idéale
- définit tous ses termes : elle n’emploie aucun terme dont elle n’a auparavant donné une définition claire
- prouve tous ses énoncés : elle n’avance aucune proposition qui n’ait été démontrée par une proposition précédente.

Cette ambition, sur laquelle s’entendent tous les esprits honnêtes, est pourtant inaccessible : aucun terme, aucune proposition ne seraient véritablement premiers, et cet idéal nous condamne en fait à la régression à l’infini. Cet « ordre absolument accompli » est impossible.
Si Pascal s’emploie à décrire cette science idéale, c’est pour souligner que les mathématiques, quoique moins convaincantes, offrent néanmoins le même degré de certitude que celle-là. La raison en est qu’elle dispose de termes premiers, si clairs en eux-mêmes qu’une définition plus claire est impossible. La géométrie « ne suppose que des choses claires et constantes par la lumière naturelle », « évidentes en elles-mêmes », telles que l’espace, le temps, le mouvement, le nombre, l’égalité. L’évidence de ces choses ne signifie nullement qu’on connaît leur nature, mais qu’on sait ce que désignent leur nom. On peut constater que la connaissance de leur référent est innée : c’est « une idée égale chez tous les hommes ».
Où l’on comprend que l’esprit de géométrie est une éthique du discours, une manifestation de prudence vis-à-vis de l’impossibilité de définir certains termes. « Judicieuse science », elle s’abstient de telles définitions, et contrairement à ceux qui s’y proposent, elle ne tombe jamais dans « la confusion des disputes ». La plupart des discours de salon fournissent ainsi le parfait contre-exemple de la prudence géométrique. On prétend définir les termes premiers (comme le temps) quand on ne formule à leur égard qu’une proposition, qui est encore à prouver ; on prétend définir la chose quand on ne définit qu’un nom – et par là, on multiplie les définitions arbitraires, provoquant enfin « un embarras inexplicable ».
Il serait donc inexact de dire que la géométrie se tient entre la science parfaite et le discours équivoque. Infiniment supérieure à celui-là, elle est aussi certaine que le serait la science idéale, quoique moins convaincante puisqu’on ne connaît pas ses principes par démonstration. « Son ordre, à la vérité, ne donne pas une perfection plus qu’humaine, mais il a toutes celles où les hommes peuvent arriver. » Grâce à l’évidence de ses principes, la géométrie compose avec l’imperfection propre au discours.

#### Des mathématiques à ce qui les dépasse: la double-infinité
S’il n’est pas possible de donner une définition de ces principes, leur connaissance (et non plus simplement celle de leur référent) n’est pourtant pas hors de portée. On peut ainsi facilement découvrir que le mouvement, l’unité, l’espace et le temps, propriétés communes à toutes choses, ont « une liaison réciproque et nécessaire ». Le mouvement implique quelque chose à mouvoir (et cette chose, étant une, implique l’unité à l’origine de tous les nombres) ; nul mouvement qui ne présuppose l’espace pour s’effectuer, ni le temps nécessaire à cette effectuation. Cette première connaissance, synthétique, a une conséquence capitale et extérieure à la géométrie : elle « ouvre l’esprit aux plus grandes merveilles de la nature. » Pour le dire autrement, nous saisissons, par le biais des principes de la géométrie, des vérités métaphysiques et morales.
L’exemple abondamment développé par Pascal est celui de la double infinité. C’est bien la raison qui, en jouant librement avec les notions premières – le mouvement, le nombre, l’espace et le temps – découvre leur statut commun. De fait, on s’aperçoit aisément qu’à partir d’un mouvement donné, il est toujours possible de concevoir un mouvement plus prompt ou plus lent, sans que ce soit l’état de repos ou un état de rapidité maximale. De même avec le nombre et le temps, et, point capital, avec l’espace, « sans jamais arriver à un indivisible qui n’ait plus aucune étendue. » Le mouvement, l’espace, le temps et le nombre se soutiennent tous entre le néant et l’infini, en étant (quels qu’ils soient) infiniment éloignés des extrêmes.
À la suite de quoi Pascal fournit une méthode laconique et cinq arguments pour faire se rendre à la raison ceux qui ne parviennent pas à concevoir un contenu divisible à l’infini :
Puisque les préjugés sont une « maladie naturelle à l’homme » et que, croyant posséder la vérité directement, il nie toujours ce qu’il ne comprend pas, il faut une méthode pour passer outre, et faire face aux propositions qu’on ne conçoit pas immédiatement :
1. suspendre son jugement plutôt que nier
2. examiner le contraire de ce qu’on jugeait vrai
3. s’il est manifestement faux, et non seulement inconcevable, alors on peut affirmer la proposition d’abord rejetée, quoi qu’on ne la conçoive pas mieux.

Les cinq arguments en faveur de la divisibilité de l’espace à l’infini sont les suivants :
1. En admettant que la matière soit indivisible, cela signifie qu’on doit arriver, en divisant une petite étendue, à deux moitiés indivisibles qui se touchent. Or, si elles se touchent partout, alors elles ne sont qu’une même partie ; et si elles se touchent en une partie seulement, alors elles ont des parties – et le problème se répète pour ces parties de parties.
2. Une expérience pratique peut encore faire voir l’évidence : qu’on s’attelle à la tâche de composer sur une feuille deux carrés faits de points, le second deux fois plus grand que le premier. Les points symbolisent les atomes, les indivisibles que postulent les adversaires de Pascal. Or, si leur théorie était juste, le nombre de points composant le premier carré devrait être l’exacte moitié de celui composant le second. Cette expérience impossible à réaliser montre avec force que le point mathématique est en fait une abstraction, qui n’a pas d’équivalent dans le monde de la matière.
3. Les atomistes disent encore que la matière ne peut pas être infiniment divisible, sans quoi l’on mettrait un temps infini à parcourir la moindre distance. Ainsi, Zénon d’Élée concluait de la divisibilité du temps que le mouvement était inintelligible et impossible[7] : une flèche, mathématiquement, ne saurait atteindre sa cible, puisque chaque segment d’espace qu’elle parcourt peut être divisé à l’infini. Mais Pascal met en lumière la nature sophistique d’un tel raisonnement ; il souligne la disproportion d’une telle comparaison, à laquelle il substitue la comparaison du temps entier (infini) avec celle de l’espace entier (infini). Ce que nous jugeons être une poignée de secondes, pendant laquelle on parcourt une matière infiniment divisible, est en fait un temps lui-même infiniment divisible.
4. L’argument logique selon lequel la partie contient moins que le tout est un autre obstacle. Ce n’est pourtant qu’un préjugé, que l’homme forge parce qu’il ne connaît pas la mesure réelle des choses ; c’est le recours aux objets techniques qui permet de relativiser la vision humaine. Braquer des verres grossissants sur une pointe fine permet de découvrir un monde en temps normal invisible, mais qui n’en existe pas moins. Et puisque l’art humain n’égale pas celui de la nature, nul doute que cette même pointe est en réalité aussi infiniment divisible que ne l’est le firmament. Pascal conclut, dans une formule saisissante et propre à fragiliser la présomption humaine, en suggérant que ce pourrait être nos yeux qui amoindrissent la réalité, et non les verres qui l’augmentent.
5. L’argument décisif, censé emporter l’adhésion de tout esprit honnête, est celui-ci : deux néants d’étendue (c’est-à-dire deux atomes, deux éléments indivisibles) ne sauraient faire une étendue comme deux unités font un nombre. Cette comparaison est, elle aussi, sophistique. En effet, l’unité et le nombre appartiennent au même genre de réalité ; la preuve en est que multipliée, une unité peut dépasser n’importe quel nombre. Une relation comme celle-ci n’existe pas entre le néant d’étendue et l’étendue : multiplié autant de fois qu’on veut, l’atome ne peut pas faire une étendue. Il est en fait à l’étendue ce que le zéro (et non l’unité) est aux nombres. Par conséquent, si l’étendue réelle était constituée d’atomes, elle serait un néant.

À la suite de quoi Pascal conclut que le nombre, l’espace, le temps et le mouvement, divisibles à l’infini, se tiennent tous entre l’infini et le néant ; et ce rapport, admirable, ne saurait être adéquatement conçu par un esprit fini, mais admiré. C’est là le pivot de l’argumentation de l’Esprit de géométrie, où les mathématiques apparaissent comme une incitation à une connaissance qui les dépasse totalement, puisqu’elles permettent de « former des réflexions qui valent mieux que tout le reste de la géométrie même ». Cette connaissance est double : c’est d’abord celle de la nature, tout entière prise entre ces deux infinités ; c’est encore celle de soi-même, grâce à laquelle on s’aperçoit « placés entre une infinité et un néant d’étendue, [...] de nombre, [...] de mouvement, [...] de temps. » C’est, en d’autres termes, prendre conscience d’une situation précaire et tout à fait contingente, qui est notre lot en tant que créatures de Dieu, comme l’explicitent plusieurs fragments des Pensées. La géométrie est donc en dernier lieu un biais vers Dieu, et vers la véritable morale.

### SECTION II: De l’art de persuader

#### L’entendement et la volonté: les deux portes d’entrée des opinions
Les opinions entrent dans l’esprit soit par l’entendement, soit par la volonté. Tous les hommes disent mépriser le second biais (ils prétendent, à juste titre, qu’on ne devrait consentir qu’aux vérités démontrées) ; pourtant, ils sont plus enclins à croire à ce qui leur plaît. La voie de la volonté est ainsi la moins naturelle et la plus ordinaire, ce qui est encore la marque de notre condition de créatures, pécheresses de surcroît : notre volonté, « infirme, [...] s’est toute corrompue par ses sales attachements. »
Ces deux portes d’entrée ont chacune leur premier moteur : pour l’entendement, ce sont les principes (vrais ou faux) que l’on tient pour vrais ; quant à la volonté, c’est en grande partie le désir d’être heureux, fût-ce par de faux biais. Malheureusement, savoir que nous sommes vulnérables à ce qui nous flatte ne nous préserve pas d’y agréer. Pascal constate que l’homme est opaque à lui-même, et qu’il ne peut jamais tirer au clair pour lui-même le combat entre vérité et volupté qui se joue en lui chaque fois qu’on tente de le persuader.
La relativité des plaisirs et des convictions implique qu’on ne saurait véritablement persuader qu’un homme à la fois ; et pour cela, il faut encore connaître quels sont les principes qu’il accorde, et quelles choses il aime. L’art de persuader est donc en partie une stratégie, mais Pascal estime que c’est un mal nécessaire compte tenu de la nature corrompue de l’homme. Il écrit ne pas se sentir capable d’exposer les principes propres à faire agréer un homme, qu’il juge trop relatifs et difficiles à éclaircir. 

#### L’art de convaincre
Pascal n’expose ainsi que l’art de convaincre, sous-catégorie rationnelle de l’art de persuader – non sans réserve néanmoins, puisqu’il juge l’homme inconstant même dans ses principes, et d’autant plus susceptible d’être infléchi par sa volonté.
L’art de convaincre consiste en cinq règles, qui se réduisent d’ailleurs à tout définir (sauf les mots évidents) et à tout prouver :
Pour les définitions :
- N’admettre aucun terme obscur qui ne soit défini
- N’employer que des termes déjà expliqués ou évidents

Pour les axiomes :
- Ne demander pour axiomes que des évidences

Pour les démonstrations :
- Prouver toutes les propositions à l’aide des axiomes ou des propositions précédentes
- Refuser de tromper par des termes équivoques

Apparemment décevantes, car bien connues et limitées aux seules mathématiques, ces règles sont en réalité difficiles, mal connues et utiles en tous les domaines. Pascal souligne combien est essentiel le rapport qu’entretient un homme avec son propre discours, et combien il peut y avoir de différence dans la « pénétration » de ce qu’on dit ou écrit. Une même proposition, chez un homme, tiendra du bon mot et sera prononcée sans que soient saisies ses implications et ses conséquences ; chez un autre, elle entrera véritablement dans son esprit, ne sera plus « parole morte » mais parole vive, comprise dans toutes ses implications et suites. Il en est ainsi de ces cinq règles de la démonstration géométrique : elles sont rarement pénétrées, et sont le plus souvent connues et répétées par des « esprits stériles » qui ne les prennent pas à leur juste valeur.
C’est ainsi que la logique a importé ces règles, mais en commettant trois erreurs majeures qui les rendent inutiles et qui les discréditent : elle ne les saisit pas complètement ; de là, elle juge bon d’y ajouter d’autres règles (ce qui ne produit qu’un mauvais mélange, et conduit à de fausses propositions du type « le tout est plus grand que la partie ») ; et, peut-être plus grave encore, elle a donné des noms pédants à ces règles, comme aux fausses formes de raisonnement, ce qui guinde l’esprit ou donne l’impression que ces règles sont inaccessibles.
L’art de persuader de Pascal vise donc à rétablir une base claire à toute connaissance rationnelle, car c’est le défaut d’une telle base qui pousse à toutes les vaines disputes – et même aux physiques incertaines, comme celle de Descartes. Une telle base, en définitive, est donc à la fois très facile à reconnaître mais difficile à pénétrer ; il n’est pas si aisé de l’isoler au sein de règles captieuses, comme celles de la syllogistique, que Pascal rejette entièrement ; et elle paraît réservée aux grands esprit dès qu’on la pare de « ces noms d’enflure » qui constituent le jargon logique. Le texte de Pascal, loin de fixer de nombreuses règles formelles, isole donc celles qui définissent une démonstration rationnelle pour inciter à s’en pénétrer effectivement. 

## Définitions nominales, lumière naturelle et réalité
Pascal n’admet, en géométrie, que les définitions nominales, et reconnaît en outre qu’elles sont libres. Les définitions réelles ne disent rien de l’essence de la chose, qui est toujours imperméable au discours. Faut-il, dès lors, rapprocher sa théorie du nominalisme, tel qu’il a pu être formulé par Hobbes quelques années plus tôt, lequel refuse d’articuler le discours et la réalité ?
Une lecture attentive de l’Esprit géométrique ne peut pourtant donner lieu à un tel rapprochement. La fonction de la définition nominale est certes, pour Pascal, d’abréger et d’éclaircir le discours (ce qu’avait déjà avancé Hobbes) ; mais il ajoute qu’elle ne doit en aucun cas « diminuer ou changer l’idée des choses ». La vérité n’est pas dans les mots, elle existe indépendamment de tout discours. Hors de toute définition, il y a bien, par exemple, une signification immédiatement claire et constante de l’espace ou du temps. Pascal adopte donc une position intermédiaire entre la définition de chose, qu’Aristote jugeait possible, et le nominalisme, ou conventionnalisme, hobbesien. Il condamne les définitions réelles, qui ne rendent jamais les choses plus intelligibles : en quoi la définition de l’homme par Platon, comme « animal à deux jambes et sans plumes », donne-t-elle une idée de l’humanité ? Et pourtant, cette idée de l’humanité existe indépendamment des mots. Pascal rompt donc avec le rationalisme tout puissant, mais préserve le monde de l’arbitraire.
C’est grâce à la lumière naturelle que l’esprit est directement articulé sur la réalité, et que le discours n’est pas un simple ensemble de propositions formellement vrai. Cette lumière est l’ensemble des principes clairs et innés, que la nature a placés en l’homme. Connus par le cœur et non par la raison, ils servent de charnière entre la réalité et les démonstrations strictement rationnelles et formelles.
Ainsi, un discours se compose de termes primitifs et d’idées déduites. Les premiers désignent ces idées innées ; ils ne sauraient être définis de façon claire mais chacun connaît l’idée qu’ils désignent (ainsi du temps, de l’espace, du nombre ou du mouvement). Les secondes ne peuvent au contraire être désignées et communiquées que par leur définition ; ces idées peuvent être caractérisées comme ceci :
1. elles désignent des propriétés qui n’ont rien d’arbitraire : quelque chose de commun existe bien en dehors du discours. Ainsi de l’idée du nombre pair : la divisibilité par deux est une propriété commune à un ensemble de nombres.
2. elles ne dévoilent aucune vérité, mais servent simplement à désigner une propriété commune, et par là un ensemble de choses qui la partagent.

L’idée naturelle, simple désignation, n’est pas l’essence. L’idée du temps ne dit rien sur le temps ; les définitions du temps sont subjectives, et c’est pourquoi les définitions réelles, outre qu’elles sont vaines, sont dangereuses : elles créent des concurrentes aux idées naturelles.
L’« esprit de netteté », sous la plume de Pascal, désigne la capacité à distinguer vérité et signification. Cette distinction s’efface dès lors qu’on donne foi aux définitions réelles, lesquelles postulent justement que la nature est perméable à la connaissance rationnelle et discursive. La définition réelle est en fait anti-scientifique : en confondant la vérité et la signification, elle se démet plaisamment de la charge de la preuve rationnelle. Au contraire, s’en tenir à des définitions nominales, c’est appeler à vérifier par la suite la vérité des idées librement signalées par ces définitions. 
Où l’on comprend clairement le rôle libérateur de la définition nominale. Contrairement à une définition dogmatique, posée comme devant être acceptée (telle celle de l’homme par Platon, que rien ne vient justifier mais qui prétend néanmoins toucher à l’essence), et qui se cristallise en préjugé et en obstacle scientifique, la définition nominale doit être pensée comme un simple outil. Elle libère l’esprit de tout jugement, de toute prétendue conviction, pour que ce qu’elle définit puisse ensuite être discuté scientifiquement. La définition nominale de l’eau laisse ainsi le champ libre aux investigations empiriques des chimistes. Qu’on puisse donner une définition réelle de l’eau, Pascal en aurait douté (qu’est-ce que la formule chimique de l'eau dit de son essence ?) ; mais en tous les cas, la définition nominale laisse ouvertes ces recherches, puisqu’elle ne se préoccupe que de la signification. Libérant l’esprit des préjugés, elle ouvre la voie à un progrès indéfini.
La réalité, ultimement, ne se dit pas, ou plutôt se dit mais ne se définit pas. Elle ne relève pas de l’ordre de la connaissance rationnelle et discursive, mais de l’ordre du cœur. Entre les idées naturelles et la démonstration, il y a rupture, discontinuité fondamentales, qui sont celles qui sépare l’ordre du cœur de celui de la raison. La raison prend effectivement le relais d’après les données immédiates du cœur, mais ne saurait jamais résoudre ces dernières en termes rationnels. Les mathématiques construisent à partir de l’unité, mais que peuvent-elles dire sur l’unité ? Rien. Elles marquent autant la puissance de la raison qu’elles n’enseignent à la mépriser, c’est-à-dire à la remettre à sa place de subordonnée par rapport aux données immédiates du cœur. Cette articulation entre les deux modes de connaissance est reprise plusieurs fois dans les Pensées. « Pyrrhonien, géomètre, chrétien : doute, assurance, soumission » : la rationalité des mathématiques chasse le doute, et marque tout à la fois l’impuissance de la raison qui ne saurait saisir ses fondements. Pour reprendre la formule percutante de B. Clerté et M. Lhoste-Navarre, « à Descartes et à ses inavouables disciples libertins éblouis par les succès de la nouvelle physique-mathématique, Pascal oppose la nature incompréhensible des principes de leur propre science ».

## Le style et l’inscription dans la démarche apologétique
Pascal, entre le quatrième et le dernier argument visant à démontrer la divisibilité infinie de la matière, semble relativiser l’importance des arguments donnés jusque-là : « Il est fâcheux de s’arrêter à ces bagatelles ; mais il y a des temps de niaiser ». Cette incise, qui est une allusion à une formule de l’Ecclésiaste, montre que l’Esprit géométrique est, comme le sont les Pensées à leur manière, une illustration de l’articulation entre les deux modes de la persuasion que sont la conviction (la déduction droite d’après des principes posés) et l’agrément (ce qui flatte l’esprit, et que nous appelons aujourd’hui persuasion par opposition à la conviction).
Que Pascal regrette ou non la nécessité de l’agrément pour rallier des esprits humains, donc corrompus, force est de constater qu’il juge l’art de persuader comme le plus utile. Dans le fragment des Pensées qu’il consacre à l’esprit géométrique et à l’esprit de finesse, Pascal note que l’esprit des géomètres est certes rigoureux, mais qu’il se porte sur des objets auxquels le commun des hommes sont étrangers. Soucieux pourtant de montrer (à des personnes qui ne sont pas géomètres) la vigueur qu’apporte l’aptitude à discerner les principes évidents de la géométrie et l’art d’opérer de bonnes déductions à partir de ces derniers, Pascal doit donc écrire de manière à être plaisant, et à souligner le lien qu’entretiennent les mathématiques avec ce qui est plus essentiel pour les hommes. C’est pourquoi, en premier lieu, « il est des temps de niaiser » : bien sûr, l’argument pratique qui suggère aux atomistes de composer des carrés de points tient plus de la moquerie que d’un véritable argument, car c’est un exercice impossible à réaliser, qui en outre ne prouverait rien s’il était réussi. Et c’est aussi pourquoi Pascal s’arrête aussi longuement sur la double infinité : entrevue par une pratique des mathématiques, cette situation ramène l’homme à ce qui doit lui être le plus cher, c’est-à-dire la conduite de sa vie. 
Allons jusqu’à prendre l’intégralité des arguments que donne Pascal en faveur de la divisibilité de la matière : si ce sont effectivement des arguments rationnels, alors il n’est pas vrai que cette divisibilité, ou plus généralement la double infinité, soit un principe étranger à la raison et intransmissible par le discours. Il n’y a, en fait, pas de contradiction entre la démarche de Pascal et la rupture qu’il affirme entre l’ordre du cœur et celui de la raison : loin d’être effectivement des démonstrations géométriques, ses arguments sont bien plutôt des incitations à s’exercer à la géométrie, dont la seule pratique est apte à convertir l’esprit en le rendant plus sensible aux principes naturels. Toute la réflexion sur la double infinité est donc de l’ordre de l’agrément, non pas, dans un sens restreint, comme si elle visait à flatter l’esprit, mais plutôt en ce qu’elle place celui-ci face à ses contradictions, ses limites et sa vanité ; les prétendus arguments n’ont en fait d’autre fonction que celle d’inciter l’esprit du lecteur à être plus attentif à lui-même et à des vérités qui demeurent non discursives, et par là indémontrables.
Si Pascal refuse donc d’expliciter, dans la section II, les principes d’après lesquels on persuade par l’agrément, il ne se prive pourtant pas de les mettre en pratique dès la section I, qui n’y était pourtant pas destinée. Il se livre de même, dans les Pensées, à cette double tâche d’agréer et de convaincre. Peut-être estime-t-il justement que l’art d’agréer, qui est le plus utile et le plus difficile, perdrait de sa force en perdant de son mystère et en voyant ses principes exposés, et qu’une telle tentative relativiserait son projet apologétique, à laquelle appartiennent certes les Pensées, mais aussi, Pascal ne s’en cache pas, L’Esprit de géométrie. Paul Valéry d’écrire, à ce propos, qu’il ne peut consentir à le suivre pour cette raison précise : « Je vois trop la main de Pascal. »
L’intrusion stratégiquement dissimulée de l’agrément au sein d’un texte qui prétend en premier lieu s’adresser à la raison est conforme à l’articulation entre l’ordre du cœur et l’ordre de la raison que théorise Pascal. La raison est certes méprisable, mais non impuissante ; c’est elle-même qui prend conscience de ses limites, et qui s’ouvre à la foi. La dimension rationnelle de L’esprit de géométrie n’appartient donc pas tant à une stratégie apologétique globale qu’elle ne restitue le mouvement précédant (et amorçant) la prise de conscience des limites de la raison humaine. La rationalité dont fait preuve Pascal est moins un piège destiné à s’allier la conviction du lecteur pour la faire ployer ensuite, qu’une manière de mimer la démarche naturelle et entière de la raison.